# 路径计算节点
在计算机网络中, 路径计算节点 (英語：Path Computation Element，PCE) 是能够在来源和目的之间，发现并选择可用路径的组件、应用或网络节点。

## 详情
路由的选择会受到一些因素的影响，如 服务质量 (QoS) 、策略或价格。 在MPLS 和 GMPLS 网络中，考虑这些限制因素的条件下计算路径是流量工程的重要内容。这是用来确定流量应遵循的路径，并为每个标签交换路径(LSP)提供路由。
路径计算的以前是在一个网管系统或者每个标签交换路径的首尾。 但是，在大型及多域网络中进行路径计算可能非常复杂的，以至于超出了典型的网络节点的所拥有的计算能力和网络信息。
PCE 是一种能够为单个或者一些服务计算路径的设备。 PCE可能是网络节点、网管节点，或者的有能力了解网络全局拓扑的平台。 PCE的应用可以为MPLS和GMPLS网络的流量工程计算标签。IETF's PCE工作组正在为 PCE 的各部分结构进行标准化。
PCE 表示愿景的网络分开路线计算从该信的端对端连接和实际的分组交换的。 有一个基本教程上的PCE作为提交ISOCORE的MPLS2008会议 和教程，在先进的PCE作为提交ISOCORE SDN/协2014年会议。
PCE 的架构已发生了很大的变化，以此涵盖更复杂的网络场景。比如分层 PCE (H-PCE) 和有状态主动模式的PCE的出现。
部署 PCE 的一个动力在于 PCE 把路径计算和需要路径记录的客户端 (PCC)分离。 PCE和PCC之间使用路径计算节点通信协议(PCEP) 进行通信。PCEP运行与 传输控制协议 (TCP)之上。
作为架构的演变，新协议的扩展已添加功能，以支持新的应用程序和新的建筑元件。 这些事态发展都是跟踪的步伐项目 其经费由 欧洲联盟's第七框架方案的研究、技术开发和示范下的赠款协议没有。 619712的。
该项目的步伐已经开发出一个引那些有兴趣在PCE的。  从 PACE 的网站可以免费下载。

## PCE 的扩展
PCE 有不同的扩展来实现不同的功能，比如：
- 域间 PCE 发现扩展[10][10][11]